# Ngaringan (Gandusari)
Ngaringan is een bestuurslaag in het regentschap Blitar van de provincie Oost-Java, Indonesië. Ngaringan telt 6799 inwoners (volkstelling 2010).